# Colette Burgeon

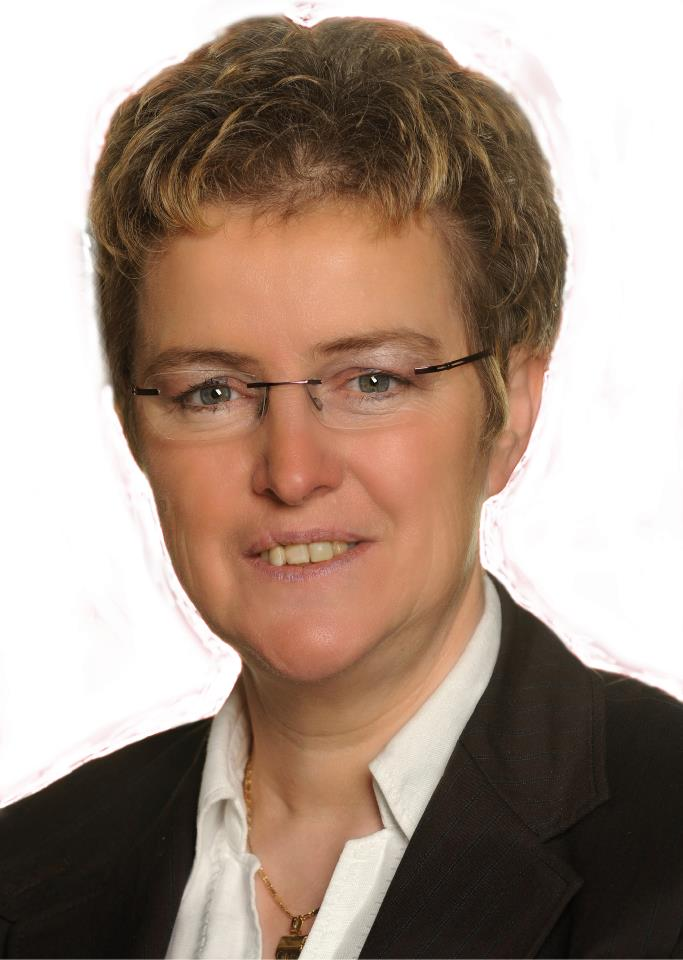
Colette Burgeon

Colette Burgeon (nascida em 11 de fevereiro de 1957 em Hainaut, Bélgica)  é uma política belga e membro do Partido Socialista. Ela é irmã de Willi Burgeon.

## Carreira
Burgeon serviu de 1985 a 1995 no Conselho Regional da Valónia. Foi membro da Câmara dos Representantes de 1985 a 1995 por Soignies, de 1995 a 2003 por Mons-Soignies e de 2003 a 2014 por Hainaut. Burgeon foi a segunda vice-presidente da Câmara de 2007 a 2010, e também foi a comissária para a igualdade de género no Parlamento Belga.